# ホットドッグ (映画)
『ホットドッグ』（原題：Hot Dog... The Movie!）は、1984年に公開されたティーン向けセックスコメディ・スキー映画。
本作は、1700万ドル以上の興行収入を記録した。1982年度のプレイボーイのプレイメイトであるシャノン・トゥイードのメジャー映画出演2作目となる。

## あらすじ
アイダホ州出身の若くて野心的なフリースタイルスキーヤーであるハーキン・バンクス（Patrick Houser）は、スコーバレーでのフリースタイルスキー大会で自分の力を証明しようと決心する。
彼は自らを「ラット・パック」と呼ぶ愉快な仲間たち（リーダーはDan O'Callahan）と組み、ルディ（ジョン・パトリック・レガー）というオーストリア人の宿敵と出会い、サニー（トレイシー・N・スミス）という若い女性とシルヴィア・フォンダ（シャノン・トゥイード）というブロンドの年上女性との間で三角関係となる。
最終的に全員が「チャイニーズ・ダウンヒル」という競技に参加し、真のチャンピオンを決定するレースシーンが続いていく。「チャイニーズ・ダウンヒル」を前に、ケンドー・ヤマモト（ジェームズ・サイトウ）が「Whaha dafuka isa Chinese downhill?」と問いかける。

## 出演者
- Dan O'Callahan - デヴィッド・ノートン（英語版）
- Harkin Banks - Patrick Houser
- サニー - Tracy Smith
- Rudolph "Rudi" Garmisch - John Patrick Reger
- Squirrel Murphy - Frank Koppala
- ケンドー・ヤマモト - ジェームズ・サイトウ
- シルヴィア・フォンダ - シャノン・トゥイード
- スラッシャー - George Theobald
- Heinz Hartman - Mark Vance
- Fergy - Eric Watson
- Michelle -  Lynn Wieland
- T-shirt contestant M.C. - Sandy Hackett
- Motel Clerk - Crystal Smith
- Fader Black - Peter Vogt
- Rick Lauter - Robert Fuhrmann
- The Corrupt Ski Judge - David Chilton

## 評価
ニューヨーク・タイムズ紙に寄稿したジャネット・マスリンは、この映画を「軽快で、ありがちなバカバカしさがない」と評し、おおむね好意的に受け止めた。